# Nordic Waste
Nordic Waste A/S er en dansk miljøteknologivirksomhed beliggende ved Alling Å lidt sydvest for landsbyen Ølst, 8 km syd for Randers centrum. Virksomheden blev udsat for en mediestorm fra december 2023 og frem grundet et jordskred. Selskabet indgav konkursbegæring d. 19. januar 2024.
Virksomheden er grundlagt i 2018 og ejes af Torben Østergaard-Nielsen og hans to døtre via rederikoncernen United Shipping & Trading Company.
Selskabet udfører rensning af forurenet jord, slagge, sediment m.v. til sand og grus, til bl.a. fremstilling af beton.

## Historie
Nordic Waste blev stiftet i 2018.
I 2021 opkøbte den daværende direktør David York som var en af stifterne, og SDK Freja, et selskab i USTC-koncernen, to tidligere partneres aktier, så York blev hovedaktionær med 51 % af aktierne, og SDK Freja havde 49 % af aktierne. 1. oktober 2022 overtog SDK Freja aktiemajoriteten så de havde 70 % af aktierne. Samtidig gik David York af som direktør og blev i stedet bestyrelsesformand, mens den hidtidige bestyrelsesformand Lene Lange blev ny direktør.
Virksomheden var vokset fra at have 3 ansatte i 2018 til 40 i 2023. I 2023 havde Nordic Waste ifølge egne opgivelser vaskeanlæg til at rense 300.000 tons forurenet jord om året, og i en pressemeddelelse fra 2023 sagde firmaet, at de planlagde årligt at bruge "et tocifret millionbeløb" på at udvide deres faciliteter så de kunne øge kapaciteten til 1 million tons om året.
19. januar 2024 indgav selskabet konkursbegæring, efter Miljøstyrelsen annoncerede at selskabet ville få et påbud om at stille med en garanti på 205 millioner kr. for oprydning og oprensning af et stort jordskred på virksomhedens grund, der startede i foråret 2021.